# استوديوهات هنغديان العالمية
استوديوهات هنغديان العالمية هو استوديو أفلام يقع في مدينة دونغ يانغ، جيجيانغ، الصين ويعتبر أحد أكبر استديوهات الأفلام في العالم.